# 陳瑾 (天順進士)
陳瑾（1432年—？），字季玉，河南汝寧府光州光山縣人，明朝官员。進士出身。

## 生平
景泰七年（1456年）舉丙子科河南鄉試第三十七名。天順元年（1457年）中式丁丑科會試第八十名，殿試登進士第二甲第三十七名。

## 家族
曾祖父陳安富。祖父陳以政。父陳思敬。